# Timour Bilialov
Timour Rafaïlovitch Bilialov  - en russe : Тимур Рафаилович Билялов et en anglais : Timur Bilyalov - (né le 28 mars 1995 à Kazan en Russie) est un joueur professionnel russe de hockey sur glace. Il évolue au poste de gardien de but.

## Biographie

### Carrière en club
Formé au Ak Bars Kazan, il débute en junior dans la MHL B avec l'Irbis Kazan, la deuxième équipe des Ak Bars en 2012-2013. La saison suivante, il joue en senior dans la VHL avec le Ioujny Oural Orsk. L'équipe remporte la Coupe Bratine 2016 et Bilialov est nommé meilleur gardien de la VHL et meilleur joueur des séries éliminatoires. Bilialov patiente jusqu'au 31 août 2017 pour vivre sa première titularisation dans la KHL avec les Ak Bars Kazan. En 2018, il est prêté au Dinamo Riga afin de continuer son apprentissage. Il garde la cage avec Kristers Gudļevskis. En 2019-2020, il revient aux Ak Bars où il partage le poste de gardien titulaire avec le suédois Adam Reideborn.

### Carrière internationale
Il représente la Russie au niveau international. Il honore sa première sélection senior le 6 février 2020 contre la Finlande lors d'une défaite 3-0. Bilialov est remplacé après moins de sept minutes de jeu après avoir encaissé les trois buts finlandais.
Il est sélectionné pour les Jeux olympiques 2022 durant lesquels la Russie décroche la médaille d'argent. Il est alors avec Aleksandr Samonov, l'un des gardiens remplaçants d'Ivan Fedotov.
Il remporte l'Universiade d'hiver de 2017 avec la Russie.

### MHL B
- 2012-2013 : meilleur pourcentage d'arrêts.
- 2012-2013 : meilleure moyenne de buts alloués par match.
- 2012-2013 : nommé meilleur gardien.

### MHL
- 2014-2015 : meilleur pourcentage d'arrêts.

### VHL
- 2015-2016 : nommé meilleur gardien.
- 2015-2016 : meilleur pourcentage d'arrêts des séries éliminatoires.
- 2015-2016 : meilleure moyenne de buts alloués des séries éliminatoires.
- 2015-2016 : nommé meilleur joueur des séries éliminatoires.

### KHL
- 2019-2020 : participe au match des étoiles.